# 694. pehotni polk (Wehrmacht)
Za druge 694. polke glejte 694. polk.
694. pehotni polk (izvirno nemško Infanterie-Regiment 694) je bil eden izmed pehotnih polkov v sestavi redne nemške kopenske vojske med drugo svetovno vojno.

## Zgodovina
Polk je bil ustanovljen 7. decembra 1940 kot polk 14. vala na področju Schleswiga iz delov 188. in 196. pehotnega polka; polk je bil dodeljen 340. pehotni diviziji.
15. oktobra 1942 je bil polk preimenovan v 694. grenadirski polk.